# Erkki Kataja
Erkki Olavi Kataja (ur. 19 czerwca 1924 w Kuusankoski, zm. 27 kwietnia 1969 tamże) – fiński lekkoatleta, skoczek o tyczce.
Na igrzyskach olimpijskich w 1948 w Londynie zdobył srebrny medal w skoku o tyczce wynikiem 4,20 m. Startował także na igrzyskach olimpijskich w 1952 w Helsinkach, gdzie zajął 10. miejsce.
Był mistrzem Finlandii w latach 1947-1949. Swój rekord życiowy – 4,27 m ustanowił 2 lipca 1950 w Varkaus.